# 普雷夫桑莫昂
普雷夫桑莫昂（法語：Prévessin-Moëns），是法国东部安省的一个市镇。面积 12.09平方公里，人口4261，人口密度352.44人／平方公里（1999年）。

## 人口
普雷夫桑莫昂人口变化图示
| 数据来源：INSEE |